# Národní park Blåfjella-Skjækerfjella
Národní park Blåfjella-Skjækerfjella (norsky Blåfjella-Skjækerfjella nasjonalpark) je třetí největší národní park nacházející se na norské pevnině. Je také jednou z největších oblastí s nedotčenou divočinou. Rozkládá se v oblasti Trøndelag. Terén tvoří horské pláně, jezera, zalesněná údolí, močály a několik horských vrcholů, z nichž Midtliklumpen dosahuje výšky 1 333 m n. m. Na území současného národního parku po staletí žili Sámové. Proto se zde nachází řada sámských kulturních památek, jako jsou osady, pohřebiště a posvátná místa.
V roce 2004 byl do Národního parku Blåfjella-Skjækerfjella začleněn původní Národní park Gressåmoen vyhlášený roku 1970, který zaujímal oblast 182 km2.

## Fauna a flora
Území tohoto parku je pravděpodobně místem v Norsku, na které se jako první rozšířil smrk. V parku se nachází řada přírodní typů, včetně nenarušeného pralesního porostu v jeho údolích. Mezi florou najdeme zástupce jak pobřežních druhů, tak více typické vnitrozemské druhy a alpínské rostliny. Z geologického hlediska tu jsou jak oblasti s měkkým podložím vhodné pro růst rostlin, tak oblasti s velmi tvrdým podložím s mnohem horšími podmínkami pro rostliny.
Celkem v parku žije 28 druhů savců a mnoho druhů ptáků. Vzácně se zde vyskytuje liška polární (Vulpes lagopus) a najdeme zde i všechny ostatní velké predátory žijící na území Norska, včetně medvěda hnědého (Ursus arctos), rysa, rosomáka sibiřského (Gulo gulo) či vzácně se vyskytujícího vlka obecného (Canis lupus). Žijí zde také tři druhy z čeledi jelenovitých, a to los evropský (Alces alces), srnec obecný (Capreolus capreolus) a jelen evropský (Cervus elaphus).